# Palacio Municipal de Deportes San Pablo
Palacio Municipal de Deportes San Pablo é uma arena coberta, localizada em Sevilha, Espanha. Construída em 1988, é usada principalmente para o basquetebol e é a casa do CB Sevilla. A arena consegue suportar uma capacidade de 10.200 espectadores.

## Ligações externas

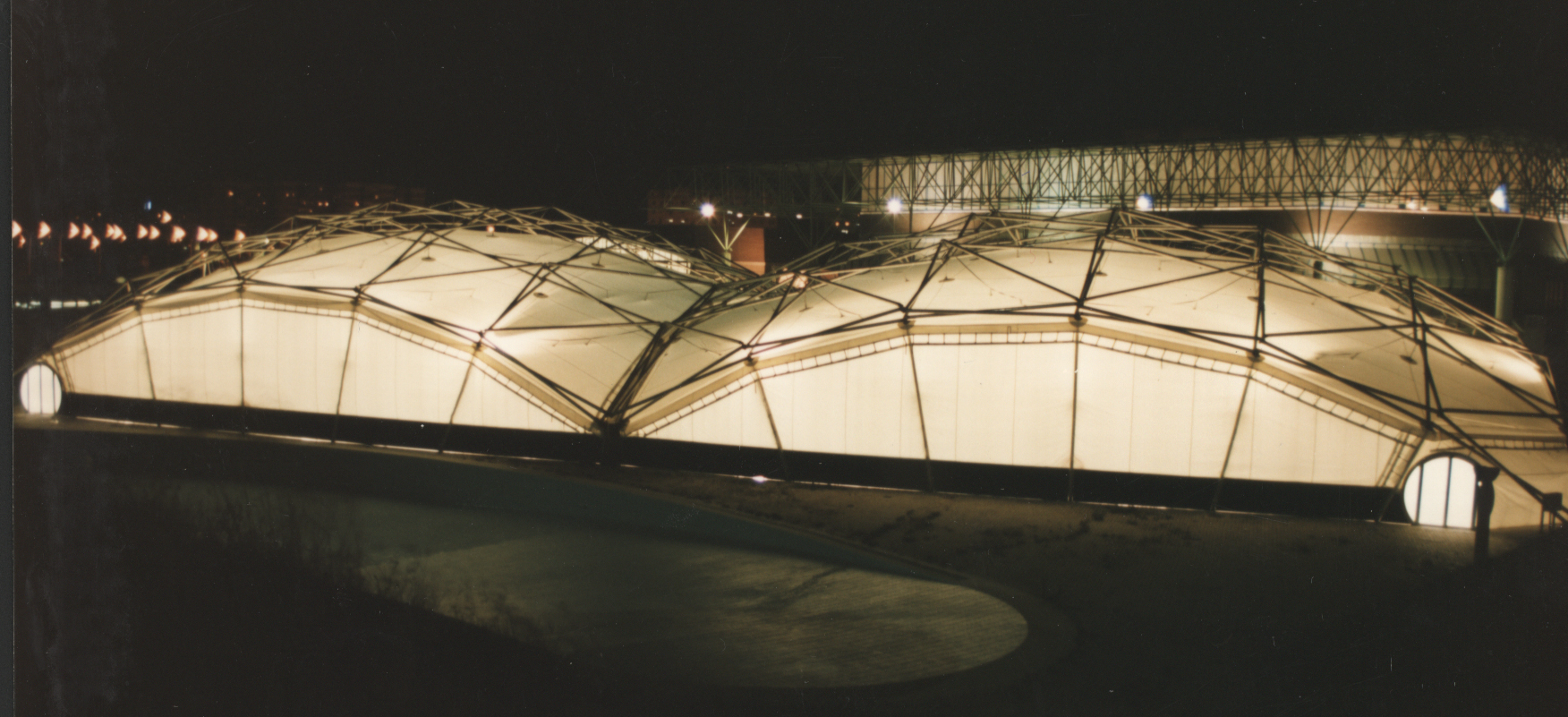
Vista noturna das piscinas cobertas